# San Zeno di Montagna
Pour les articles homonymes, voir San Zeno.
San Zeno di Montagna est une commune italienne de la province de Vérone, dans la région Vénétie.

## Administration
| Période                                  | Période | Identité | Étiquette | Qualité |
| ---------------------------------------- | ------- | -------- | --------- | ------- |
|                                          |         |          |           |         |
| Les données manquantes sont à compléter. |         |          |           |         |

### Hameaux
Lumini, Prada

### Communes limitrophes
Brenzone, Caprino Veronese, Costermano, Ferrara di Monte Baldo, Torri del Benaco